# Xã Grand, Quận Hand, South Dakota
Xã Grand (tiếng Anh: Grand Township) là một xã thuộc quận Hand, tiểu bang Nam Dakota, Hoa Kỳ. Năm 2010, dân số của xã này là 50 người.